# Marie Hacke
María Hacke (nacida el 17 de julio de 1989 en Múnich) es una actriz de teatro y cine alemana.

## Vida y carrera
Marie Hacke creció en Berlín como la menor de tres hijos. Después de graduarse de la escuela secundaria en 2009 en la Escuela Waldorf de Berlín, primero estudió derecho durante un semestre, luego historia del arte y estudios de teatro, pero abandonó este curso para estudiar actuación en la Universidad de las Artes de Berlín. De 2011 a 2015 estudió actuación allí y luego fue al Theatre Aachen, donde permaneció como miembro del conjunto hasta 2018. Allí ella trabajó en producciones de Christina Rast, Ludger Engels y Elina Finkel.
Ha estado trabajando como actriz independiente y artista de doblaje en Berlín desde 2018 y desde entonces ha trabajado regularmente para cine y televisión.
Marie Hacke interpretó a Anni Fleischmann en la película de ARD Lotte am Bauhaus. En la cuarta temporada de Outlander, interpretó a la joven madre Petronella Mueller. En el 2022 protagonizó Sangre y oro, dirigida por Peter Thorwarth.

## Filmografía
| Año  | Título           | Título original  | Rol              | Notas          |
| ---- | ---------------- | ---------------- | ---------------- | -------------- |
| 2019 | Lotte am Bauhaus | Lotte am Bauhaus | Anni Fleischmann | Película de TV |
| 2021 | Rosewood         | Rosewood         | Sonja Fröhlich   | Cortometraje   |
| 2023 | Sangre y oro     | Blood & Gold     | Elsa             |                |

| Año       | Título                                   | Título original                          | Rol                            | Notas               |
| --------- | ---------------------------------------- | ---------------------------------------- | ------------------------------ | ------------------- |
| 2015-2018 | SOKO Wismar                              | SOKO Wismar                              | Vanessa Schulze - Vanessa Voss | T11. E23 / T16. E03 |
| 2018      | Outlander                                | Outlander                                | Petronella Mueller             | T04. E25            |
| 2020      | In aller Freundschaft - Die jungen Ärzte | In aller Freundschaft - Die jungen Ärzte | Ellen Brock                    | T05. E38            |
| 2020      | Notruf Hafenkante                        | Notruf Hafenkante                        | Kira Wolter                    | T14. E23            |
| 2020      | Lena Lorenz                              | Lena Lorenz                              | Lucie                          | T06. E02            |
| 2020      | Aus dem Tagebuch eines Uber Fahrers      | Aus dem Tagebuch eines Uber Fahrers      | Kerstin                        | T01. E02-04 & 06    |
| 2021      | Letzte Spur Berlin                       | Letzte Spur Berlin                       | Emma Bonitz                    | T10. E05            |
| 2022      | SOKO Linz                                | SOKO Linz                                | Inga Feta                      | T01. E02            |
| 2022      | Doctor en los Alpes                      | Der Bergdoktor                           | Mia Lohmann                    | T15. E04            |
| 2022      | SOKO Stuttgart                           | SOKO Stuttgart                           | Bella Bauer                    | T14. E06            |
| 2023      | Boom Boom Bruno                          | Boom Boom Bruno                          | Anna                           | En producción       |